# Edward Polanowski
Edward Polanowski (ur. 11 października 1936 w Myjomicach, zm. 14 września 1992 w Częstochowie) – profesor nauk humanistycznych o specjalności historia literatury, krytyk literacki i teatralny; w latach 1984–1990 rektor Wyższej Szkoły Pedagogicznej w Częstochowie, w latach 1987–1992 prezes Kaliskiego Towarzystwa Przyjaciół Nauk.
W latach 1967–1972 był wykładowcą historii literatury polskiej i powszechnej w Studium Nauczycielskim im. Marii Konopnickiej w Kaliszu, od 1970 kierując jego Wydziałem Filologicznym, gdzie współpracował m.in. z Haliną Sutarzewicz.

## Publikacje książkowe
- Maria Dąbrowska w Russowie i o Russowie, Kalisz 1976
- W dawnym Kaliszu : szkice z życia miasta 1850–1914, Poznań 1979
- Życie literackie Kalisza. 1870–1907, Warszawa 1987
- Maria Dąbrowska. W krainie dzieciństwa i młodości, Poznań 1989
- Maria Dąbrowska. 1889–1965, Wrocław 1990
- Szkoła Kaliska. Dzieje I Liceum Ogólnokształcącego im. Adama Asnyka w Kaliszu (red.), Kalisz 1993